# Česko na Mistrovství světa v atletice 2015
Mistrovství světa v atletice 2015 v Pekingu v Číně, které se konalo ve dnech 22. – 30. srpna 2017, se zúčastnilo 25 českých atletek a atletů .

## Výsledky
| Medaile       | Atletka        | Disciplína                | Datum     |
| ------------- | -------------- | ------------------------- | --------- |
| Zlatá medaile | Zuzana Hejnová | Běh na 400 metrů překážek | 26. srpna |

## Výsledky českých sportovců

### Muži
Běhy
| Atlet        | Disciplína            | Kvalifikace | Kvalifikace | Semifinále  | Semifinále  | Finále      | Finále      |
| Atlet        | Disciplína            | Výkon       | Pořadí      | Výkon       | Pořadí      | Výkon       | Pořadí      |
| ------------ | --------------------- | ----------- | ----------- | ----------- | ----------- | ----------- | ----------- |
| Pavel Maslák | Běh na 400 m          | 45.16       | 22          | nepostoupil | nepostoupil | nepostoupil | nepostoupil |
| Jakub Holuša | Běh na 1500 m         | 3:43.66     | 30          | nepostoupil | nepostoupil | nepostoupil | nepostoupil |
| Petr Svoboda | Běh na 110 m překážek | DQ          | DQ          | 13.67       | 23          | nepostoupil | nepostoupil |
| Lukáš Gdula  | Chůze na 50 km        | —           | —           | —           | —           | DQ          | DQ          |

Technické disciplíny
| Atlet            | Disciplína   | Kvalifikace | Kvalifikace | Finále          | Finále          |
| Atlet            | Disciplína   | Distance    | Pořadí      | Distance        | Pořadí          |
| ---------------- | ------------ | ----------- | ----------- | --------------- | --------------- |
| Jaroslav Bába    | Skok vysoký  | 2.31 SB     | 8 Q         | 2.29            | 7               |
| Michal Balner    | Skok o tyči  | 5.70        | 7 Q         | 5.65            | 7               |
| Jan Kudlička     | Skok o tyči  | 5.70        | 1 Q         | 5.50            | 13              |
| Radek Juška      | Skok daleký  | 7.98        | 12 q        | 7.57            | 11              |
| Jan Marcell      | Vrh koulí    | 20.32       | 11 q        | 19.69           | 10              |
| Tomáš Staněk     | Vrh koulí    | 19.64       | 19          | nepostoupil     | nepostoupil     |
| Lukáš Melich     | Hod kladivem | 72.12       | 20          | nepostoupil     | nepostoupil     |
| Petr Frydrych    | Hod oštěpem  | 74.24       | 30          | nepostoupil     | nepostoupil     |
| Jakub Vadlejch   | Hod oštěpem  | 78.95       | 20          | Did not advance | Did not advance |
| Vítězslav Veselý | Hod oštěpem  | 83.63       | 4 Q         | 83.13           | 8               |

Desetiboj
| Atlet                   | Disciplína | 100 m | SD   | VK       | SV   | 400 m    | 110 Př.  | HD    | ST      | HO       | 1500 m     | Finále  | Pořadí |
| ----------------------- | ---------- | ----- | ---- | -------- | ---- | -------- | -------- | ----- | ------- | -------- | ---------- | ------- | ------ |
| Adam Sebastian Helcelet | Výkon      | 11.09 | 7.29 | 15.30 PB | 2.04 | 49.66 SB | 14.20 PB | 42.90 | 4.90 SB | 63.07 SB | 4:37.65 PB | 8234 SB | 11     |
| Adam Sebastian Helcelet | Body       | 841   | 883  | 808      | 840  | 830      | 949      | 724   | 880     | 784      | 695        | 8234 SB | 11     |

### Ženy
Běhy
| Atletka          | Disciplína                 | Kvalifikace | Kvalifikace | Semifinále | Semifinále | Finále       | Finále        |
| Atletka          | Disciplína                 | Výkon       | Pořadí      | Výkon      | Pořadí     | Výkon        | Pořadí        |
| ---------------- | -------------------------- | ----------- | ----------- | ---------- | ---------- | ------------ | ------------- |
| Zuzana Hejnová   | Běh na 400 metrů překážek  | 54.55       | 4 Q         | 54.24      | 1 Q        | 53.50 WL     | Zlatá medaile |
| Denisa Rosolová  | Běh na 400 metrů překážek  | 55.33       | 9 Q         | 55.73      | 11         | nepostoupila | nepostoupila  |
| Lucie Sekanová   | Běh na 3000 metrů překážek | 9:45.72     | 27          | —          | —          | nepostoupila | nepostoupila  |
| Anežka Drahotová | Chůze na 20 km             | —           | —           | —          | —          | 1:30.32      | 8             |
| Lucie Pelantová  | Chůze na 20 km             | —           | —           | —          | —          | 1:38.34      | 36            |

Technické disciplíny
| Atletka           | Disciplína   | Kvalifikace | Kvalifikace | Finále       | Finále       |
| Atletka           | Disciplína   | Distance    | Pořadí      | Distance     | Pořadí       |
| ----------------- | ------------ | ----------- | ----------- | ------------ | ------------ |
| Oldřiška Marešová | Skok vysoký  | 1.89        | 19          | nepostoupila | nepostoupila |
| Jiřina Ptáčníková | Skok o tyči  | No mark     | No mark     | nepostoupila | nepostoupila |
| Tereza Králová    | Hod kladivem | 61.39       | 30          | nepostoupila | nepostoupila |
| Barbora Špotáková | Hod oštěpem  | 65.02       | 3 Q         | 60.08        | 9            |

Sedmiboj
| Atletka          | Disciplína | 100 Př. | SV   | VK    | 200 m | SD   | HO       | 800 m   | Finále | Pořadí |
| ---------------- | ---------- | ------- | ---- | ----- | ----- | ---- | -------- | ------- | ------ | ------ |
| Eliška Klučinová | Výkon      | 14.06   | 1.86 | 13.79 | 25.39 | 6.10 | 51.09 PB | 2:19.48 | 6247   | 13     |
| Eliška Klučinová | Body       | 970     | 1054 | 780   | 851   | 880  | 881      | 831     | 6247   | 13     |